# Мартинелли, Джо
Джо Мартине́лли (англ. Joe Martinelli; 1916, США — дата смерти неизвестна) — американский футболист, защитник, игрок сборной США, участник чемпионата мира 1934 года. Включён в Зал Американской Футбольной Славы.

## Карьера

### Клубная
Джо Мартинелли начал карьеру в клубе «Потакет Рейнджерс» Американской Футбольной Лиги. Отыграв в финале открытого кубка США в 1935 году, завершившемся для его команды поражением, он перешёл в «Нью-Йорк Американс», с которым в сезоне 1935—1936 стал чемпионом лиги. В 1937 году Джо наконец удалось выиграть кубок. В финальном матче «Нью-Йорк Американс» победили «Сент-Луис Шемрокс». Затем Мартинелли поиграл в различных командах лиги, включая «Бруклин Селтик», «Филадельфия Джерман Американс», «Бруклин Уондерерс» и «Кирни Скотс». Завершил карьеру в 1947 году.

### В сборной
Мартинелли значился в составе команды, отправившейся на чемпионат мира в Италии, однако не сыграл на турнире. Его появление на поле в футболке сборной состоялось лишь в 1937 году, в товарищеских играх с Мексикой.
| Матчи и голы Джо Мартинелли за сборную США | Матчи и голы Джо Мартинелли за сборную США | Матчи и голы Джо Мартинелли за сборную США | Матчи и голы Джо Мартинелли за сборную США | Матчи и голы Джо Мартинелли за сборную США | Матчи и голы Джо Мартинелли за сборную США | Матчи и голы Джо Мартинелли за сборную США |
| ------------------------------------------ | ------------------------------------------ | ------------------------------------------ | ------------------------------------------ | ------------------------------------------ | ------------------------------------------ | ------------------------------------------ |
| №                                          | Дата                                       | Место проведения                           | Соперник                                   | Счёт                                       | Голы                                       | Турнир                                     |
| 1                                          | 12 сентября 1937                           | Мехико, Мексика                            | Мексика                                    | 2:7                                        | -                                          | Товарищеский матч                          |
| 2                                          | 19 сентября 1937                           | Мехико, Мексика                            | Мексика                                    | 3:7                                        | -                                          | Товарищеский матч                          |
| 3                                          | 25 сентября 1937                           | Мехико, Мексика                            | Мексика                                    | 1:5                                        | -                                          | Товарищеский матч                          |

Итого: 3 матча / 0 голов; 0 побед, 0 ничьих, 3 поражения.